# 成佛寺
成佛寺（朝鲜语：／ Sŏngbul-sa）是一座朝鮮佛寺，位於朝鮮黃海北道沙里院市。寺廟興建於898年，作為要塞正方山城的一部分。成佛寺有六大建築，即極樂殿、應真殿、冥府殿、清風樓、雲霞堂、山神閣，其中一些為朝鮮最為古老的木建築。在極樂殿的前院，有高五層的石塔和紀績碑。